# Andrena flocculosa
Andrena flocculosa är en biart som beskrevs av Laberge och Ribble 1972. Andrena flocculosa ingår i släktet sandbin, och familjen grävbin. Inga underarter finns listade i Catalogue of Life.